# 陈必荫
陳必蔭（1910年11月—2007年11月8日），福州地方教会长老。
1919年10月17日，陳必蔭出生於中国福建省古田縣一個基督徒家庭，幼时父親去世，母親改嫁到馬來西亞。1931年他在馬來西亞實兆遠地方教会成为基督徒。
1933年底，陳必蔭前往上海哈同路文德里倪柝聲處接受造就。1934年，陳必蔭回到古田，在当地城乡兴起多处聚会。
1948年初，陳必蔭参加福州津門路聚會處聚會，并参加在海關巷14号的27人交通，他们认同倪柝聲提出的耶路撒冷原則，同意將自己和教会交给倪柝聲带领，1949年，陳必蔭移居福州，与陳恪三、郑证光、陳希文被设立为福州教会4位长老。从这时到1950年代初，福州教会经历了一次大复兴，參與擘餅的人數達3,000人。
1955年，福州教會宣布退出基督教三自革新會。1956年1月11日，福州地方教会陳必蔭等16人被作为反革命分子逮捕。1962年刑滿後仍被留隊勞動，因患傳染病病危，身體康復後，仍然被公安機關監管。1970年全家下放古田勞動。1973年再次被捕，直到1976年釋放。
1979年，陳必蔭回到福州，著有《審判台前的亮光》等小册子。。2007年11月8日以97岁高龄在福州去世。

## 家庭
配偶：江亮如。育有5子1女。